# Limonia hera
Limonia hera är en tvåvingeart som beskrevs av Alexander 1948. Limonia hera ingår i släktet Limonia och familjen småharkrankar. Inga underarter finns listade i Catalogue of Life.